# Mette Tronvoll
Mette Fiske Tronvoll (* 2. prosince 1965, Trondheim) je norská fotografka žijící v Oslu. Absolvovala Parsons School of Design v roce 1992. Ve státním rozpočtu na rok 2016 získala stipendium statsstipendiat.

## Životopis
Tronvoll je mimo jiné známá díky portrétům královny Sonji Norské z roku 2013, které byly v roce 2014 vystaveny v národním Muzeu. Předchozí projekty zahrnují portréty žen z Trondheimu (1994), vojáky jednotky rychlého nasazení z tábora Rena (2006), portréty Inuitů a Mongolů, Goto Fukue – série ukazující ženy sbírající mořské řasy na japonské pláži a fotografie ze Špicberk.
Měla několik výstav v Trondheimském muzeum umění, vystavovala mimo jiné v Muzeu současného umění v roce 2001, v Kunsthalle zu Kiel v roce 2001 a v Domě umělců Kunstnernes Hus v roce 2004.
Měla putovní výstavu v Rogaland art museu, Bergen museum of art a Oberösterreichische Landesmuseum v letech 2009–2011.
S přelomem tisíciletí se norská fotografie stala opět více dokumentární, s tematickým posunem od námětů ze soukromí devadesátých let a digitální manipulace k více společensky, urbánně nebo architektonicky zaměřeným kompozicím, například s významným důrazem na dialog mezi přírodou a kulturou. Zde mohou být zmíněni fotografové jako Marte Aas, Anne-Grethe Thoresen, Eline Mugaas, Mette Tronvoll, Hedvig Anker, Dag Nordbrenden nebo Marius Engh.